# Inga & Anush

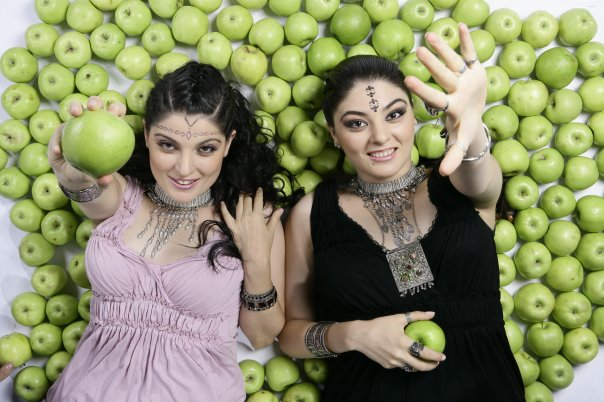
Inga & Anush.

Inga & Anush (armeniska: Ինգա և Անուշ Արշակյաններ), eller enligt svensk translitterering Inga & Anusj, är en armenisk sångduo bestående av två systrar Arsjakjans. 

## Eurovision Song Contest 2009
Inga & Anush representerade Armenien i Eurovision Song Contest 2009 i Moskva i Ryssland med sången Nor Par. Sången gick vidare till final och hamnade på en tiondeplats.
Inga deltog även i Eurovision Song Contest 2015 tillsammans med gruppen Genealogy som slutade på en 16:e plats i finalen med låten "Face The Shadow".

## Diskografi

### Album
- 2003: Vi och våra berg
- 2006: Tamzara
- 2009: Mitt lands hjärtslag

### Singlar
- 2006: Թամզարա (Tamzara)
- 2006: Խլպանե (Chlpane)
- 2007: Հարսանեկան (Harsanekan)
- 2009: Dzjan Dzjan
- 2009: Գութան (Gutan)
- 2009: Ճանապարհ (Ttjanaparh)
- 2009: You Will Not Be Alone
- 2009: Դոն հայ (Don haj)
- 2009: Մենք ենք մեր սարերը (Menq enq mer sarery)
- 2011: Im anune Hajastan e
- 2012: Հայ-Հայ (Haj haj)

### Fotnoter
1. ↑  Klier, Marcus (14 februari 2009). ”Armenia: Eurovision entrant chosen”. ESCToday. Arkiverad från originalet den 15 februari 2009. https://web.archive.org/web/20090215194336/http://esctoday.com/news/read/13243. Läst 14 februari 2009.
2. ↑  Brey, Marco (14 februari 2009). ”Armenia decided - Inga & Anush to Moscow”. EBU. http://www.eurovision.tv/page/news?id=1919. Läst 14 februari 2009.
3. ↑  Wells, Simon (14 februari 2009). ”Arshakyan sisters to represent Armenia”. Oikotimes. Arkiverad från originalet den 18 februari 2009. https://web.archive.org/web/20090218104153/http://oikotimes.com/v2/index.php?file=articles&id=5122. Läst 14 februari 2009.